# Amarok (Album)
Amarok ist das 13. Studioalbum des britischen Musikers Mike Oldfield, veröffentlicht im Mai 1990; im Jahr 2000 erschien eine remasterte Version. Es ist aufgrund von Unstimmigkeiten bezüglich der Vermarktungspolitik das vorletzte Album, das Oldfield für Virgin Records produzierte; mit dem übernächsten Album Tubular Bells II war er bereits bei Warner Bros. Records unter Vertrag.

## Aufbau und Instrumente
Amarok ist in vielerlei Hinsicht ein Unikat unter den Alben von Mike Oldfield. Zum einen handelt es sich um ein einziges (auch auf der CD nicht in Tracks unterteiltes) Musikstück von exakt 60 Minuten Länge. Zum anderen verzichtet Oldfield zwar auf Computertechnik und spielt alle Instrumente per Hand, verwendet aber auch unkonventionelle Instrumente; beispielsweise Zahnbürsten, einen Spielzeughund, Stühle, Löffel, Fingernägel, eine Trillerpfeife, Wassergläser, eine Tür, einen Hammer und einen Eimer und den Inhalt eines Flugzeugmodellsets. Gegen Ende ertönt eine Parodie auf Margaret Thatcher; gesungene Worte sind in isiZulu. Die im Morsecode übermittelte Botschaft bei Minute 48 ergibt: „fuck off rb“. Mit RB ist Richard Branson, der Besitzer von Virgin Records, gemeint. Allerdings ist auch in Minute 23 ein Morsecode enthalten, welcher „SOS“ ergibt. Diese Botschaft könnte sich ebenfalls um Oldfields Abschied von Virgin drehen.

## Hintergrund
Nach den vorwiegend poppig gehaltenen Vorgängeralben kehrte Oldfield mit Amarok zu seinen von längeren Instrumentalstücken geprägten Anfängen zurück. Wie bei seinem Erstlingswerk Tubular Bells arbeitete er mit dem Produzenten Tom Newman zusammen. Oldfield empfand das Werk zeitweise als Fortsetzung von Ommadawn und verweigerte sich der von Virgin Records gewünschten Vermarktung des Albums als Tubular Bells II (ein Album dieses Titels veröffentlichte er erst nach seinem Abgang von Virgin). Der schließlich gewählte Titel Amarok hat laut Oldfield keine eigene Bedeutung, klinge aber wie „morgen“ oder „glücklich“ in gälisch. Das gesprochene Wort „happy“ findet sich auch mehrfach auf der CD, teils gestottert. Eine weitere Interpretation des Titels ist die Einteilung in die drei Worte „(I) am a rock“ (dt.: „Ich bin ein Fels“), was darauf hinweist, dass Oldfield sich weigerte, den Wünschen seiner Plattenfirma nachzukommen.
Mit Amarok hatte Oldfield seine auf vierzehn Alben festgelegten Vertragspflichten beinahe erfüllt. Das Album war bewusst ohne Rücksicht auf kommerziellen Erfolg produziert. Auch waren die schnell aufeinanderfolgenden Wechsel der Musik ausdrücklich darauf angelegt, keine Möglichkeit einer adäquaten Singleauskopplung zu bieten. Das Cover enthält sogar den expliziten Hinweis: „HEALTH WARNING – This record could be hazardous to the health of cloth-eared nincompoops. If you suffer from this condition, consult your Doctor immediately.“ (dt.: „WARNHINWEIS AUF EINE GESUNDHEITSGEFÄHRDUNG – Diese Scheibe könnte bei schwerhörigen Trotteln Gesundheitsschäden verursachen. Sollten Sie unter dieser Krankheit leiden, suchen Sie sofort Ihren Arzt auf.“) Entsprechend war Oldfield wenig enttäuscht, als das Album nur den für ihn ungewöhnlich schlechten Platz 49 in den britischen Albumcharts erreichte.

## Trivia
- Der freie Audioplayer Amarok ist nach diesem Album benannt. Wenn man es im Player abspielt, erscheint eine Meldung, die sich für die Benutzung der Software bedankt.

## Titelliste
1. Amarok – 60:02